# Газахская учительская семинария
Газахская учительская семинария (азерб. Qazax müəllimlər seminariyası) — функционировавшая с 1918 по 1959 год в азербайджанском городе Газах учительская семинария. Была создана по инициативе азербайджанского просветителя Фирудин-бека Кочарлинского и Гусейна Эфенди Гаибова.

## История

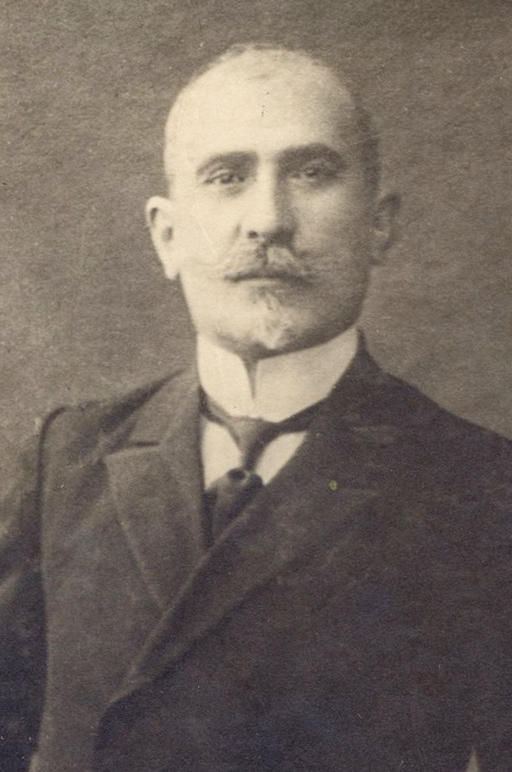
Первый директор Газахской учительской семинарии Фиридун-бек Кочарлинский

В 1895 году выпускник Закавказской учительской семинарии учитель Эриванской гимназии Фирудин-бек Кочарлинский был назначен учителем в Закавказскую учительскую семинарию в Гори, где с 1910 года стал возглавлять азербайджанское отделение. 
В начале мая 1918 года население города Газах и представители некоторых сельских обществ Газахского уезда возбудили перед учебным округом ходатайство о переводе азербайджанского отделения Закавказской семинарии из города Гори в город Газах. Правительство решило этот вопрос положительно. В этом же году азербайджанское отделение Закавказской учительской семинарии было перебазировано в город Газах. Директором Газахской учительской семинарии был назначен Фирудин-бек Кочарлинский. Преподавательский же состав семинарии был укомплектован из бывших выпускников Горийской семинарии.
В создании собственной учительской семинарии в Азербайджане Кочарлинский видел возможность охватить учёбой значительно большее количество детей, поскольку в условиях тогдашнего развития транспортных средств не каждая семья отваживалась отпускать сына в Гори. 
Ныне в здании семинарии располагается средняя общеобразовательная школа № 4 города Газах Азербайджанской Республики.

## Галерея

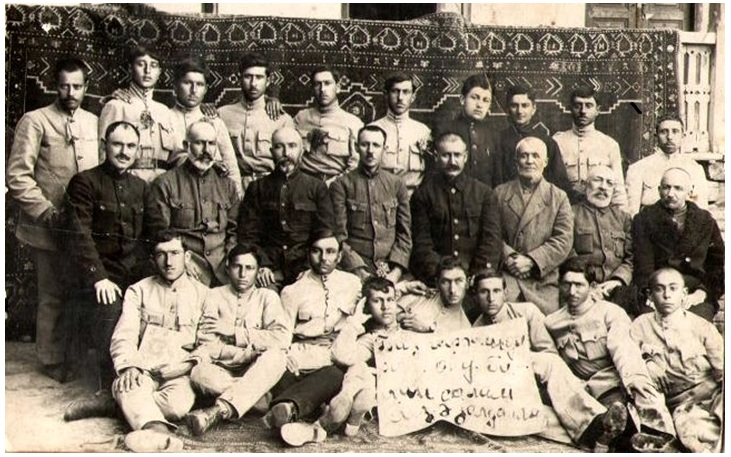
Преподаватели и выпускники Газахской учительской семинарии в 1924 году: Первый ряд, справа налево: 1-й — Самед Вургун, 2-й — Мехдихан Векилов, 8-й — Миркасым Эфендиев. Второй ряд, справа налево: Ахмед-ага Гюльмамедов, Сулейман-бек Гаибов, Юсиф Эфендиев, Али Гусейнов, Алай-бек Шихлинский, Мирза Мехди Велизаде, Ибрагим Гаибов, Махмуд Йолчиев
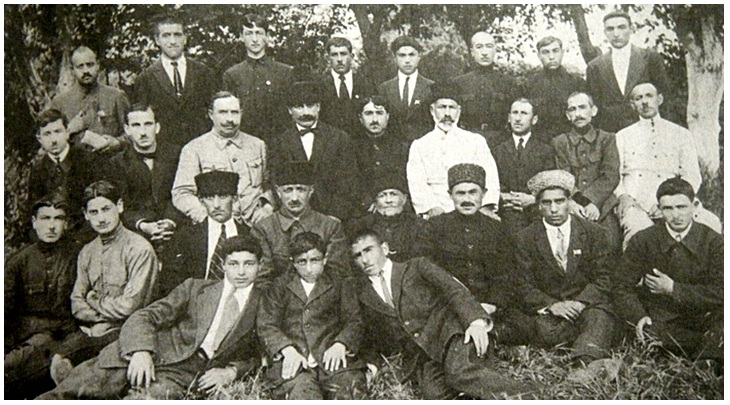
Преподаватели и студенты Газахской учительской семинарии